# Vinko Rozman
Vinko Rozman, slovenski arhitekt in oblikovalec, * 26. julij 1938, Kamna Gorica, † 25. oktober 2003, Ljubljana.
Rozman je leta 1973 diplomiral na ljubljanski FA iz arhitekture in 1990 doktoriral na oddelku za lesarstvo na BF v Ljubljani. V letih 1960-1986 je poučeval na Srednji lesarski šoli, nato do 1998 na BF v Ljubljani, od 1991 kot izredni profesor. Razvijal je pouk konstruiranja in oblikovanja pohištva. Raziskoval sisteme vgrajevanja pohištva, ter oblikoval notranjo opremo za razne trgovine. Napisal je več učbenikov ter objavil več znanstvenih in strokovnih člankov.